# سالی نیکولز
سالی نیکولز (انگلیسی: Sally Nicholls؛ زادهٔ ۲۲ ژوئن ۱۹۸۳) نویسنده بریتانیای است که در زمینهٔ خلق آثار برای گروه مخاطب کودکان، برندهٔ جوایزی در همین زمینه گردیده‌است. مهمترین و مشهورترین اثر وی کتابی است با عنوان «چه جوری تا همیشه زنده باشی» که در سال ۲۰۰۸ میلادی برندهٔ جایزه کتاب کودکان واترستون گردید.